# Wilsonbekassine

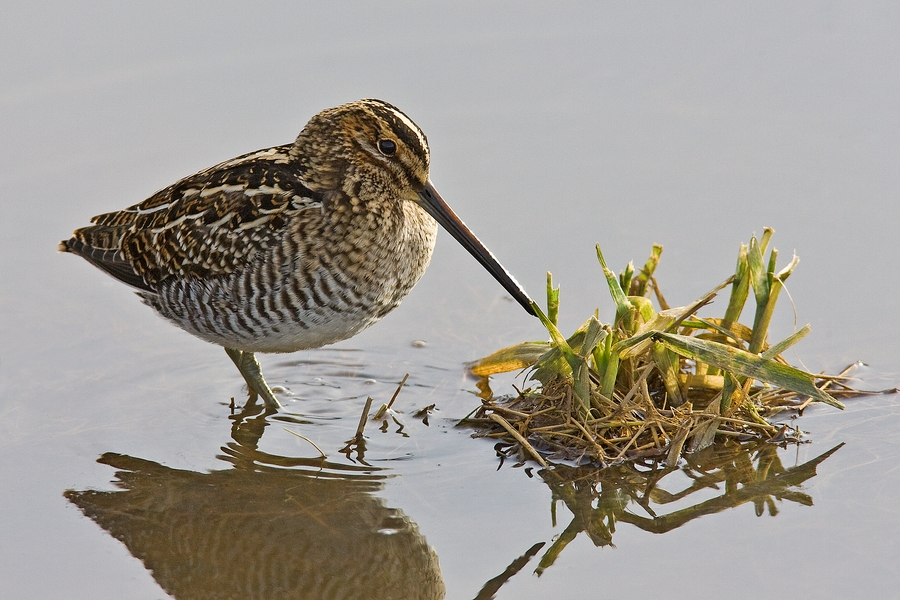

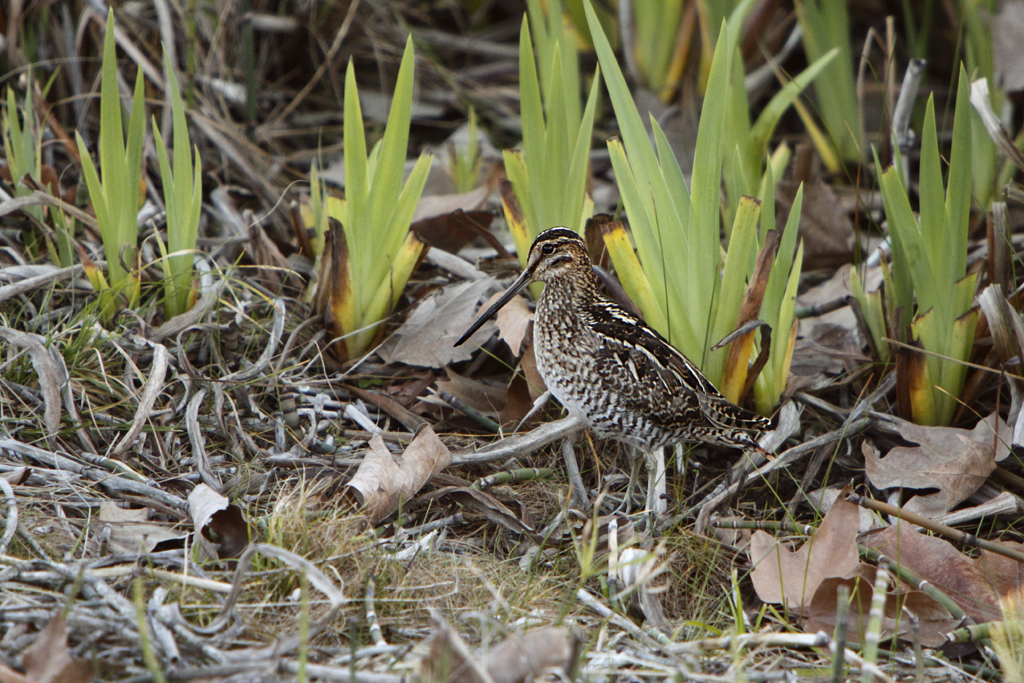
Wilsonbekassine im kalifornischen Winterquartier

Die Wilsonbekassine (Gallinago delicata) ist eine mittelgroße, langschnäbelige Vogelart aus der Familie der Schnepfenvögel (Scolopacidae). Sie besiedelt große Teile Nordamerikas von den nördlichen USA nordwärts über Kanada und Alaska bis zur Tundrazone. Bis 2002 wurde sie als Unterart der paläarktisch verbreiteten Bekassine angesehen. Aufgrund verschiedener Merkmale wird ihr mittlerweile Artstatus zuerkannt.

## Beschreibung
Die Wilsonbekassine ähnelt stark der Bekassine. Die Körperlänge beträgt etwa 28 cm, wobei knapp 6 cm auf den Schnabel entfallen. Das Gewicht liegt etwa bei 100 g. Die Iris ist dunkelbraun, die Beine und Füße sind grünlich gelb oder blaugrau gefärbt mit dunkelbraunen Krallen. Der Schnabel ist im Spitzenteil dunkelbraun, an der Basis matt rotbraun. Die Geschlechter unterscheiden sich nicht. Die Art ist monotypisch. Eine geografische Variation wird nicht beschrieben.
Der auf beigem Grund dunkel gestrichelte Kopf weist das typische Streifenmuster der Gattung auf. Der Scheitel ist dunkel, der Überaugenstreif hell. Ein dunkler Augenstreif zieht sich bis in den Nacken und auf den Ohrdecken zeigt sich ein weiterer dunkler Längsstreifen. Das Gefieder der Oberseite wirkt überwiegend dunkelbraun, wobei die dunklen Federzentren mit einer rötlichbraunen, leicht konzentrisch streifigen bis fleckigen Zeichnung versehen sind. Davon heben sich vier helle Längsbänder ab, die von den gelblich beigen Außensäumen der Schulterfedern gebildet werden. Die Oberschwanzdecken sind auf beigebraunem Grund dunkel gebändert. Der Schwanz zeigt auf dunklem Grund eine rötlichbraune Binde im distalen Viertel und einen weißlichen Endsaum. Er besteht im Unterschied zur Bekassine aus 16 Steuerfedern, also durchschnittlich einem Paar mehr. Der Oberflügel ist überwiegend dunkelbraun mit weißlichem Hinterrand, der etwas schmaler ist als bei der Bekassine. Zudem bilden die Endsäume der Großen Armdecken und der inneren Handdecken eine schmale, weißliche Flügelbinde. Die Mittleren Armdecken sind breit gelblich beige gesäumt mit rostbrauner Zeichnung auf den dunklen Zentren. Die Unterflügeldecken sind auf weißlichem Grund dunkelbraun gebändert und weisen im Unterschied zur Bekassine keine größeren, weißen Flächen auf. Die Brust ist auf weißlich-beigem Grund fein dunkel gemustert, die übrige Unterseite eher weißlich, wobei eine grobe dunkelbraune Bänderung über untere Brust und Flanken reicht, der Unterbauch aber rein weiß ist.

## Lautäußerungen
Wie die meisten Arten der Gattung markiert die Wilsonbekassine ihr Revier zur Brutzeit durch kreisende Ausdrucksflüge. Bei diesen lässt sie sich immer wieder aus großer Höhe in steilem Winkel herabfallen und erzeugt mit den abgespreizten, äußeren Steuerfedern im Luftstrom ein summendes Geräusch, das durch Flügelschläge vibrierend moduliert wird. Das dabei entstehende, etwas eulenartige huhuhuhuhu (Hörbeispiel) ist schneller und höher als das „Wummern“ der eurasischen Bekassine. Es erinnert insbesondere an den Gesang der Ostkreischeule.
Ebenfalls meist zu Brutzeit ist ein oft über lange Zeiträume und von einer Warte aus vorgetragenes tschip-per tschip-per (Hörbeispiel) zu hören. Als Erregungsruf wird ein hartes tschik eingesetzt.
Wird eine Wilsonbekassine am Boden aufgescheucht, gibt sie ein heiseres ääätsch (Hörbeispiel) von sich, und lässt sich nach typischem steil aufsteigenden Zickzackflug nach einiger Entfernung wieder in die Deckung fallen. Dieser Ruf ist auch bei Verfolgungsflügen und als nächtlicher Zugruf zu vernehmen.

## Verbreitung
Das Verbreitungsgebiet der Wilsonbekassine erstreckt sich über große Teile der gemäßigten Zone der Nearktis.
Es reicht von den mittleren Aleuten im Westen über Alaska durch Kanada bis nach Neufundland. Die nördliche Verbreitungsgrenze verläuft etwa entlang der Tundragrenze durch das nördliche Yukon, die nördliche Mitte Mackenzies, den Norden Manitobas und Ontarios und den Nordwesten Québecs. An der Pazifikküste südlich von Alaska beginnt die geschlossene Verbreitung östlich der Kaskadenkette, westlich davon gibt es nur zerstreute Vorkommen – so auf Haida Gwaii, im Osten von Vancouver Island, im Tiefland des Fraser River, am Puget Sound  und im Willamette Valley. Im Süden reicht das Areal bis Inyo County in Kalifornien, bis ins westliche und nördliche Nevada, bis in die Mitte Utahs, in den äußersten Norden New Mexicos, das nordwestliche Nebraska und durch South Dakota. Im Ostteil Nordamerikas erstreckt sich die Verbreitung südwärts durch das westliche Iowa, etwas südlich entlang der Großen Seen und an der Ostküste durch die Mitte der Neuenglandstaaten. Südwärts dieser Verbreitungsgrenze gibt es nur noch wenige, sehr zerstreute Brutvorkommen.

## Lebensraum
Die Wilsonbekassine brütet in Habitaten, in denen sich kleinflächig offene Stellen mit nassen, humosen Böden zur Nahrungssuche sowie dichter Bewuchs mit ausreichender Deckung abwechseln. Die Vegetation sollte aber nicht zu hoch sein und genügend Überblick bieten, so dass herannahende Prädatoren frühzeitig erkannt werden. Diese Voraussetzungen findet sie in Seggenrieden, Niedermooren, im Randbereich von Weiden- und Erlensümpfen sowie auf sumpfigen Uferflächen verschiedener Binnengewässer erfüllt.
Auf dem Zug ist die Wilsonbekassine in Sümpfen und Mooren, im Feuchtgrünland, auf Weiden und Nassbrachen sowie an sumpfigen Uferflächen anzutreffen. Im Süden der Vereinigten Staaten tritt sie lokal häufig in Reisfeldern und extensiv genutzten Zuckerrohrplantagen auf.

## Ernährung
Die Wilsonbekassine ernährt sich vorwiegend von Insekten im Larvenstadium, aber auch von kleinen Krustentieren, Wenigborstern und Weichtieren. Mageninhalte können bis zu 66 % Pflanzenteile enthalten, jedoch werden diese bei der Verdauung kaum aufgeschlossen. Sie verlassen den Darm nahezu unverdaut. Zur Förderung der Verdauung werden kleine Kiesel aufgenommen.
Die Nahrung wird mit dem Schnabel sondierend in nasser, teils mit flachem Wasser bedeckter, organischer Bodensubstanz gesucht. Dabei wird der Kopf oft bis zu den Augen, manchmal teils ganz im Wasser versenkt. Beutetiere können verschluckt werden, ohne dass der Schnabel aus dem Boden gezogen wird. Sie werden mithilfe der Zunge im Schnabel aufwärts bewegt. Dieser ist im vorderen Teil sehr biegsam, so dass er auch bei geschlossener Schnabelbasis geöffnet werden kann. Oft wird er mehrfach an der gleichen Stelle in den Boden gestoßen oder eine sehr kleine Fläche akkurat abgesucht. Beutetiere werden teils mit trampelnden Fußbewegungen aufgescheucht.

## Fortpflanzung
Junge Wilsonbekassinen erreichen ihre Geschlechtsreife gegen Ende des ersten Lebensjahrs. Erstbruten einjähriger Vögel finden meist recht spät in der Brutsaison statt. Es erfolgt vermutlich nur eine Jahresbrut. Zweitbruten wurden bisher nicht dokumentiert. Bei späten Gelegen handelt es sich entweder um Nachgelege oder um Gelege von einjährigen Vögeln, die zum ersten Mal brüten.
Im Süden des Verbreitungsgebiets trifft die Wilsonbekassine Anfang März, vom südlichen Kanada bis ins südliche Alaska Ende April und im Norden Alaskas Ende Mai in den Brutgebieten ein. Männchen kommen 10–14 Tage vor den Weibchen an und besetzen ein Revier, das durch Ausdrucksflüge verteidigt wird. Anfänglich wird das Weibchen von mehreren Männchen umworben und von einigen auch begattet. Eine feste Paarbindung ergibt sich erst, wenn das Weibchen in Begleitung des Männchens einen Nistplatz gewählt und die ersten Eier abgelegt hat.
Das Nest wird meist auf einem Bulten oder am Sumpfrand an sehr feuchten Stellen errichtet und ist gut in der Vegetation verborgen. Nicht selten ist es von Wasser umgeben. Seltener ist es an trockenen Standorten im Gras zu finden. In einem Fall stand ein Nest 50 cm hoch im Wipfel eines Busches.
Das Nest besteht aus eine Mulde, die mit Gras ausgekleidet wird. Im Unterschied zum Nest vieler anderer Watvogelarten ist es relativ sorgfältig gebaut und besteht aus einer Außenschicht von verwobenen, gröberen Halmen sowie einer feiner beschaffenen Auskleidung. Viele Nester behalten ihre Form, wenn man sie aufnimmt. Der Innendurchmesser der Mulde beträgt etwa 12,5 cm, die Tiefe 3,5 cm.
Das Gelege besteht meist aus vier, wesentlich seltener aus drei oder zwei Eiern. Diese sind durchschnittlich etwa 39 × 28 mm groß, rundoval und glänzend. Die Grundfarbe ist entweder ein dunkles oder ein helles Olivbraun. Darauf finden sich dunkle Flecken oder Kleckse, die braun oder schwarz sind und sich am breiteren Ende verdichten. Sie werden im Abstand von etwa 24 Stunden gelegt und erst mit der Ablage des letzten bebrütet. Die Brutdauer beträgt 18–20 Tage.
Es brütet und hudert fast ausschließlich das Weibchen. Das Männchen bedeckt die Eier nur, wenn das Weibchen in kurzen Pausen das Gelege zur Nahrungssuche verlässt.
Die Jungen schlüpfen meist innerhalb von 5–6 Stunden. Sobald ihr Dunenkleid trocken ist, werden sie unruhig, klettern auf den Rücken des Weibchens oder verlassen das Nest, um die Umgebung zu erkunden. Ist das Weibchen noch am Brüten oder hudern, steht es kurz auf und geleitet die Küken zurück ins Nest.
Die Eltern teilen sich die Jungenaufzucht, wobei meist sowohl Männchen, als auch Weibchen je zwei Junge führen. Sie entfernen sich meist voneinander und treten nicht mehr miteinander in Kontakt. Die Jungen werden an geeignete Stellen zur Nahrungsaufnahme geführt, einige Tage noch gehudert und teils noch mehrere Wochen lang gefüttert. Vermutlich sind sie etwa nach 19–20 Tagen selbständig. Ab einem Alter von sechs Wochen schließen sie sich mit anderen Jungvögeln zusammen und bilden an nahrungsreichen Orten größere Ansammlungen von teils über 100 Individuen.

## Bestand
Die Zahl der Wilson-Bekassine wurde gegen Ende des 19. Jahrhunderts durch meist sportlich motivierte Jagd reduziert und ging später durch zivilisationsbedingten Verlust des Lebensraumes noch einmal etwas zurück, wenn auch nie in einem bedrohlichen Ausmaß. Dieser Vogel wird seit Jahren nur noch selten bejagt und ist in seiner angestammten Heimat nach wie vor recht präsent.